# 엘리자베트안 드 마시
엘리자베트안 드 마시(Elizabeth-Ann de Massy, 1947년 7월 3일 ~ 2020년 6월 10일)는 마시 남작부인 앙투아네트와 알렉상드르아테나세 노헤스의 딸이었다. 그녀는 알베르 2세의 첫 사촌이자 레니에 3세의 조카였다. 그녀는 그녀의 첫 사촌인 모나코 공녀 스테파니의 대모였다.